# Trenta-sis vistes del Mont Fuji

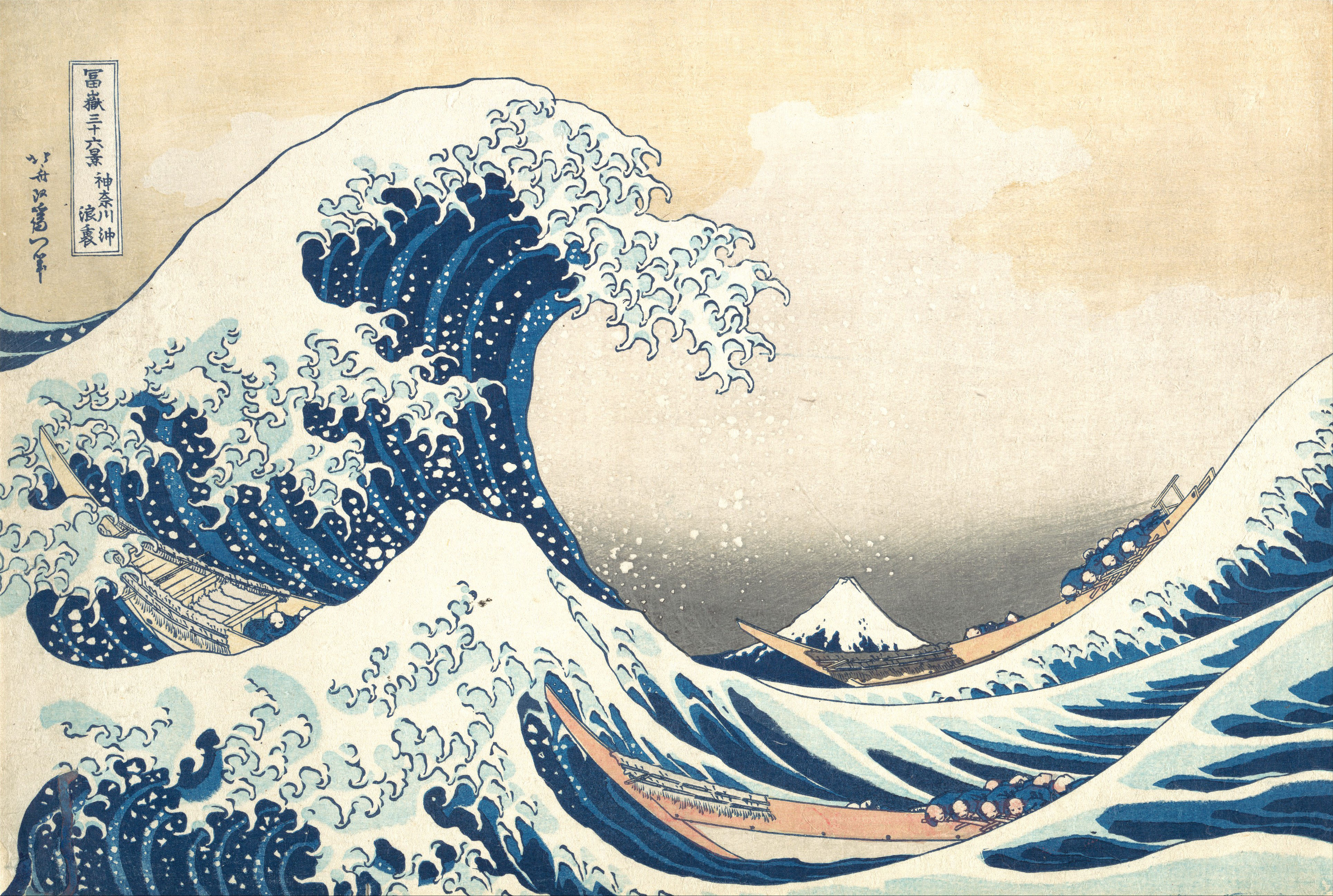
La gran ona de Kanagawa també inclou una vista del Mont Fuji.

Trenta-sis vistes del Mont Fuji (en japonès, 富嶽三十六景, Fugaku Sanjūrokkei) és una sèrie de grans xilografies en color i en l'estil ukiyo-e de l'artista japonès Katsushika Hokusai (1760-1849). Tots els quadres de la sèrie representen el Mont Fuji: en totes les estacions de l'any, amb diverses condicions meteorològiques i des d'un munt de llocs, perspectives i distàncies diferents. En realitat, consisteix en un total de 46 obres realitzades entre 1826 i 1833. En principi, es va publicar una primera sèrie de 36 obres i, per l'èxit que van tenir, posteriorment se n'hi van afegir 10 més. Això explica el títol de la sèrie.

## Sentit i tècnica de la sèrie
Tot i que les Trenta-sis vistes del Mont Fuji de Hokusai és la sèrie d'ukiyo-e més coneguda de les que se centren en el Mont Fuji, no és l'única. De fet, hi ha algunes altres sèries amb el mateix tema, incloent les Trenta-sis vistes del Mont Fuji de Hiroshige, i una altra sèrie posterior del mateix Hokusai amb el títol Cent vistes del Mont Fuji. El Mont Fuji és un tema molt popular i recurrent de l'art japonès a causa de la seva significació cultural i religiosa des dels temps de la llegenda de la princesa Kaguya. Aquesta creença estableix que una deessa ha dipositat l'elixir de la vida sobre la muntanya. Com ho explica Henry D. Smith, "D'aquesta manera, des de temps molt antics, el Mont Fuji ha estat vist com la font que conté el secret de la immortalitat, una tradició que Hokusai portava ben endins i és el nucli de la seva obsessió amb la muntanya".
La imatge individual més famosa de la sèrie és la que coneixem per La gran ona de Kanagawa (en japonès, 神奈川沖浪裏, Kanagawa-oki nami-ura, que literalment s'hauria de traduir: "davant de Kanagawa, sota una onada"). Representa tres embarcacions de pesca que es veuen amenaçades per una gran onada mentre el Mont Fuji apareix empetitit a l'horitzó. Tot i que en general s'ha considerat que es tracta d'un tsunami, segurament l'autor només va voler representar una gran onada oceànica i prou.
Cada un dels quadres s'executava mitjançant un procés pel qual una imatge dibuixada en paper s'emprava com a guia per tallar un bloc de fusta. Aquest bloc després s'impregnava de tinta i s'aplicava sobre un altre paper per tal de crear la imatge final (per a més detalls, vegeu La impressió xilogràfica al Japó). La complexitat de les pintures de Hokusai també es deu, en part, a l'àmplia gamma de colors que fa servir, que requereix l'ús d'un bloc de fusta diferent per cada color.

## Totes les pintures

### Les trenta-sis originals
Aquestes imatges són de facsímils moderns fets amb les mateixes tècniques.
| núm. | Imatge                                                                                  | Títol                                                                                   | Títol original japonès                                          |
| ---- | --------------------------------------------------------------------------------------- | --------------------------------------------------------------------------------------- | --------------------------------------------------------------- |
| 1    | La gran ona de Kanagawa                                                                 | La gran ona de Kanagawa                                                                 | 神奈川沖浪裏 Kanagawa oki nami-ura                              |
| 2    | Vent del sud, cel clar                                                                  | Vent del sud, cel clar (conegut també com El Fuji roig)                                 | 凱風快晴 Gaifū kaisei                                           |
| 3    | Cim damunt de la tempesta                                                               | Cim per damunt de la tempesta                                                           | 山下白雨 Sanka hakū                                             |
| 4    | Sota el pont Mannen, a Fukagawa                                                         | Sota el pont Mannen, a Fukagawa                                                         | 深川万年橋下 Fukagawa Mannen-bashi shita                        |
| 5    | Sundai, a Edo                                                                           | Sundai, a Edo                                                                           | 東都駿台 Tōto sundai                                            |
| 6    | Els pins rodons d'Aoyama                                                                | Els pins rodons d'Aoyama                                                                | 青山円座松 Aoyama enza-no-matsu                                 |
| 7    | Senju, província de Musashi                                                             | Senju, província de Musashi                                                             | 武州千住 Bushū Senju                                            |
| 8    | Coll d'Inume, a Kōshū                                                                   | Coll d'Inume, a Kōshū                                                                   | 甲州犬目峠 Kōshū inume-tōge                                     |
| 9    | Camp amb vistes al Fuji a la província d'Owari                                          | Camp amb vistes al Fuji a la província d'Owari                                          | 尾州不二見原 Bishū Fujimigahara                                 |
| 10   | Ejiri, província de Suruga                                                              | Ejiri, província de Suruga                                                              | 駿州江尻 Sunshū Ejiri                                           |
| 11   | Un esbós de la botiga Mitsui, al carrer Suruga, a Edo                                   | Un esbós de la botiga Mitsui, al carrer Suruga, a Edo                                   | 江都駿河町三井見世略図 Kōto Suruga-cho Mitsui Miseryakuzu       |
| 12   | Posta de sol a través del pont Ryōgoku, des de la riba del riu Sumida, a Onmayagashi    | Posta de sol a través del pont Ryōgoku, des de la riba del riu Sumida, a Onmayagashi    | 御厩川岸より両国橋夕陽見 Ommayagashi yori ryōgoku-bashi yūhi mi |
| 13   | Sazai, el Temple dels Cinc-cents Rakan                                                  | Sazai, el Temple dels Cinc-cents Rakan                                                  | 五百らかん寺さざゐどう Gohyaku-rakanji Sazaidō                  |
| 14   | Casa de te a Koishikawa, el matí després d'una nevada                                   | Casa de te a Koishikawa, el matí després d'una nevada                                   | 礫川雪の旦 Koishikawa yuki no ashita                            |
| 15   | Shimomeguro                                                                             | Shimomeguro                                                                             | 下目黒 Shimo-Meguro                                             |
| 16   | El molí d'Onden                                                                         | El molí d'Onden                                                                         | 隠田の水車 Onden no suisha                                      |
| 17   | Enoshima, província de Sagami                                                           | Enoshima, província de Sagami                                                           | 相州江の島 Soshū Enoshima                                       |
| 18   | Platja de la Badia de Tago, a Ejiri, regió de Tōkaidō                                   | Platja de la Badia de Tago, a Ejiri, regió de Tōkaidō                                   | 東海道江尻田子の浦略図 Tōkaidō Ejiri tago-no-ura                |
| 19   | Yoshida, a Tōkaidō                                                                      | Yoshida, a Tōkaidō                                                                      | 東海道吉田 Tōkaidō Yoshida                                      |
| 20   | La ruta marítima de la província de Kazusa                                              | La ruta marítima de la província de Kazusa                                              | 上総の海路 Kazusa no kairo                                      |
| 21   | El pont de Nihonbashi, a Edo                                                            | El pont de Nihonbashi, a Edo                                                            | 江戸日本橋 Edo Nihon-bashi                                      |
| 22   | Poble a la barrera del riu Sumida                                                       | Poble a la barrera del riu Sumida                                                       | 隅田川関屋の里 Sumidagawa Sekiya no sato                        |
| 23   | Badia de Noboto                                                                         | Badia de Noboto                                                                         | 登戸浦 Noboto-ura                                               |
| 24   | El llac de Hakone, a la província de Sagami                                             | El llac de Hakone, a la província de Sagami                                             | 相州箱根湖水 Sōshū Hakone kosui                                 |
| 25   | El Mont Fuji reflectit al llac Kawaguchi, vist des del coll de Misaka, província de Kai | El Mont Fuji reflectit al llac Kawaguchi, vist des del coll de Misaka, província de Kai | 甲州三坂水面 Kōshū Misaka suimen                                |
| 26   | Hodogaya, a la carretera de Tōkaidō                                                     | Hodogaya, a la carretera de Tōkaidō                                                     | 東海道程ケ谷 Tōkaidō Hodogaya                                   |
| 27   | El riu Tama a la província de Musashi                                                   | El riu Tama a la província de Musashi                                                   | 武州玉川 Bushū Tamagawa                                         |
| 28   | El temple Asakusa Hongan-ji a la capital oriental Edo                                   | El temple Asakusa Hongan-ji a la capital oriental                                       | 東都浅草本願寺 Tōto Asakusa honganji                            |
| 29   | L'illa Tsukuda, província de Musashi                                                    | L'illa Tsukuda, província de Musashi                                                    | 武陽佃島 Buyō Tsukuda-jima                                      |
| 30   | La platja Shichiri, província de Sagami                                                 | La platja Shichiri, província de Sagami                                                 | 相州七里浜 Soshū Shichiri-ga-hama                               |
| 31   | Umegawa, província de Sagami                                                            | Umegawa, província de Sagami                                                            | 相州梅沢庄 Soshū umezawanoshō                                   |
| 32   | Kajikazawa, a Yamanashi, província de Kai                                               | Kajikazawa, província de Kai                                                            | 甲州石班沢 Kōshū Kajikazawa                                     |
| 33   | El coll de Mishima, província de Kai                                                    | El coll de Mishima, província de Kai                                                    | 甲州三嶌越 Kōshū Mishima-goe                                    |
| 34   | El Mont Fuji des de les muntanyes de la província de Tōtōmi                             | El Mont Fuji des de les muntanyes de la província de Tōtōmi                             | 遠江山中 Tōtōmi sanchū                                          |
| 35   | El llac Suwa, província de Shinano                                                      | El llac Suwa, província de Shinano                                                      | 信州諏訪湖 Shinshū Suwa-ko                                      |
| 36   | Ushibori, província de Hitachi                                                          | Ushibori, província de Hitachi                                                          | 常州牛掘 Jōshū Ushibori                                         |

### Les deu addicionals
| núm. | Imatge                                              | Títol                                               | Títol original japonès                                      |
| ---- | --------------------------------------------------- | --------------------------------------------------- | ----------------------------------------------------------- |
| 1    | Turó de Goten, a Shinagawa, a Tōkaidō               | Turó de Goten, a Shinagawa, a Tōkaidō               | 東海道品川御殿山の不二 Tōkaidō Shinagawa Goten'yama no Fuji |
| 2    | Magatzem de fusta a Honjo                           | Magatzem de fusta a Honjo                           | 本所立川 Honjo Tatekawa                                     |
| 3    | Barri de diversió a Senju                           | Barri de diversió a Senju                           | 従千住花街眺望の不二 Senju Hana-machi Yori Chōbō no Fuji    |
| 4    | Nakahara, província de Sagami                       | Nakahara, província de Sagami                       | 相州仲原 Sōshū Nakahara                                     |
| 5    | Ōno Shinden, província de Suruga                    | Ōno Shinden, província de Suruga                    | 駿州大野新田 Sunshū Ōno-shinden                             |
| 6    | Escalant el Fuji                                    | Escalant el Fuji                                    | 諸人登山 Shojin tozan                                       |
| 7    | La plantació de te de Katakura, província de Suruga | La plantació de te de Katakura, província de Suruga | 駿州片倉茶園の不二 Sunshū Katakura chaen no Fuji            |
| 8    | El Fuji des de Kanaya, a la carretera de Tōkaidō    | El Fuji des de Kanaya, a la carretera de Tōkaidō    | 東海道金谷の不二 Tōkaidō Kanaya no Fuji                     |
| 9    | Posta de sol a Isawa, a Yamanashi, província de Kai | Posta de sol a Isawa, a Yamanashi, província de Kai | 甲州伊沢暁 Kōshū Isawa no Akatsuki                          |
| 10   | L'esquena del Fuji des del riu Minobu               | L'esquena del Fuji des del riu Minobu               | 身延川裏不二 Minobu-gawa ura Fuji                           |